# Franciszek Gajewski (kasztelan)
Franciszek Gajewski herbu Ostoja (ur. w 1675 roku, zm. w 1734 roku) – kasztelan konarski kujawski (1730), starosta kościański. 
Był synem Łukasza Gajewskiego, kasztelana santockiego i Elżbiety Kuczborskiej.
W roku 1697 Franciszek podpisał z województwem poznańskim, elekcję Augusta II, a w roku 1720 za konsensem królewskim, wykupił starostwo kościańskie od Gurowskiego. Z żoną Wiktorią Choińską h. Abdank miał trzech synów: Antoniego, Rafała oraz Andrzeja, który zmarł bezdzietnie. Antoni, starszy syn Franciszka - starosta kościański i łęczycki, kasztelan nakielski (1756). Rafał, młodszy syn - starosta gnieźnieński (1741), kasztelan rogoziński (1764).